# Gastronomía de Gibraltar

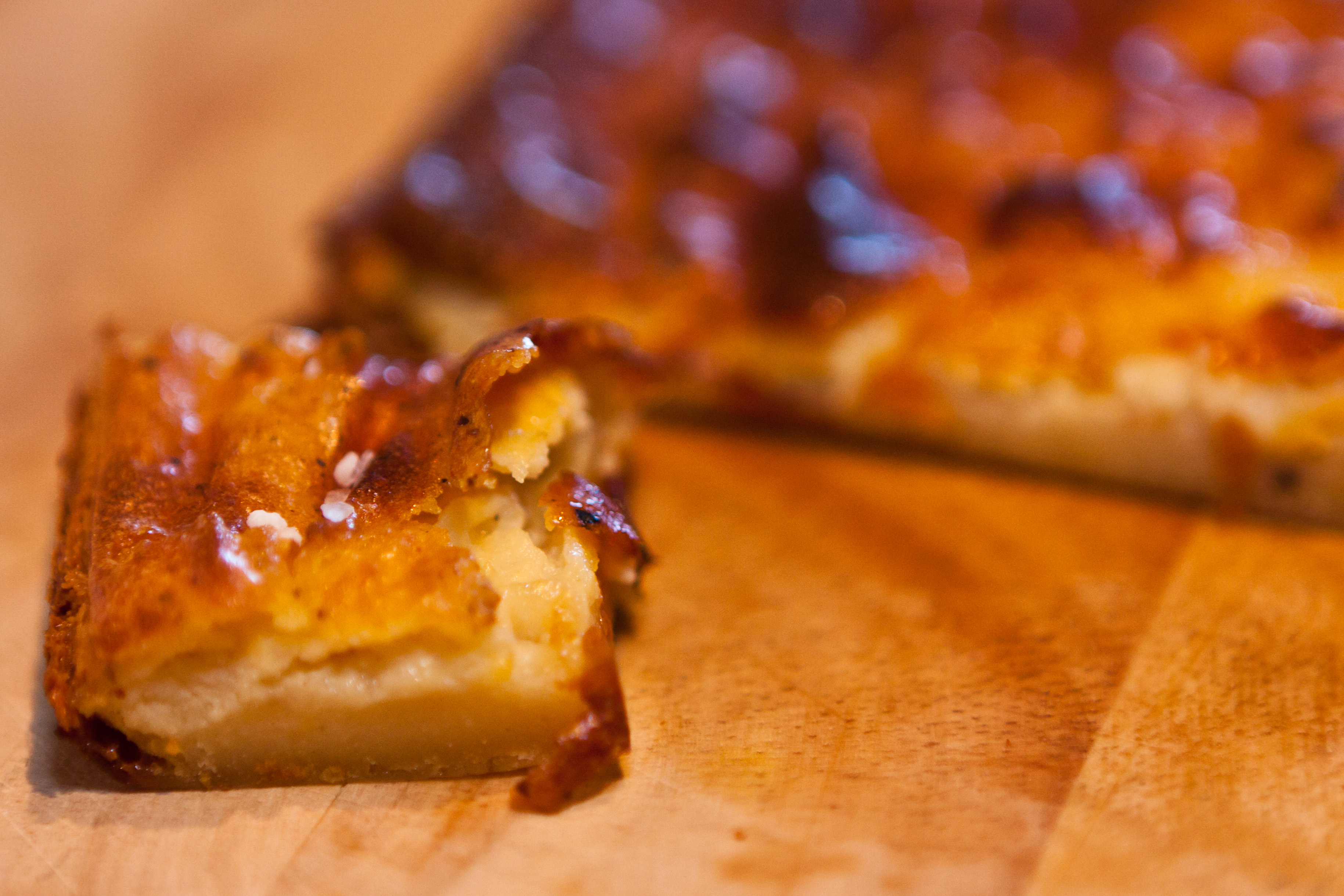
La calentita es parecida a la farinata genovesa.

La Gastronomía de Gibraltar es una gastronomía que entronca con las tradiciones de la cocina andaluza y posee evidentes influencias de la cocina de España. Esta combinación da lugar a platos y preparaciones mezcla entre la cocina del mediterráneo y la cocina británica. 

## Preparaciones
Se tiene entre las preparaciones típicas La calentita una especie de farinata al estilo genovés. La calentita es considerada el plato nacional. De la misma forma se tiene la "panissa" y el hornazo de claras influencias andaluzas.